# Volkwardingen
Volkwardingen (niederdeutsch/plattdüütsch Volgern) ist ein Ortsteil der Gemeinde Bispingen in der Lüneburger Heide im Landkreis Heidekreis in Niedersachsen.

## Geschichte
Das Gebiet ist bereits seit der Bronzezeit besiedelt, dies ist belegt durch zahlreiche Hügelgräber auf dem Lohberg. Aus der Eisenzeit stammt ein weiteres Gräberfeld östlich des Dorfes.
Die erste urkundliche Erwähnung stammt aus dem Jahr 1193 im Zusammenhang mit dem Verkauf des Dorfes (aus dem Kirchspiel Bispingen) an Bischof Lüder von Verden. Allerdings war zu diesem Zeitpunkt Rudolf I. Bischof von Verden. Der Ortsname geht zurück auf einen siedelnden Sachsen aus dem Stamm der Langobarden names Volkquard; die Endsilbe „-ingen“ deutet ebenfalls auf die Langobarden hin.
Ein historischer Treppenspeicher aus dem Jahr 1600, der 1702 durch einen Anbau erweitert wurde, existiert noch heute und zählt zu den ältesten in der Region.
Im Zuge des Baus der (heutigen) Bundesautobahn 7 wurden 1939 die Hügelgräber aus der Bronze- und Eisenzeit wissenschaftlich untersucht, da sie auf der geplanten Trasse lagen.
Am 1. März 1974 wurde Volkwardingen in die Gemeinde Behringen eingegliedert; diese verlor am 16. März 1976 ihre Selbständigkeit und wurde Bispingen angegliedert.

## Politik
Ortsvorsteher ist Henrik Dierßen.

## Kultur und Sehenswürdigkeiten
Siehe auch : Liste der Bodendenkmale in Bispingen#Volkwardingen
- eisenzeitliches Gräberfeld mit zahlreichen Urnenbestattungen östlich des Ortes
- Hügelgräber westlich des Ortes, die nach wissenschaftlichen Grabungen und Untersuchungen in den 1960er-Jahren offen geblieben sind.
- Einer der ältesten Treppenspeicher in der Lüneburger Heide. Dieser besteht aus zwei Teilen und stammt aus den Jahren 1600/1702 (laut Balkeninschrift); Restaurierung 2001.
- Ausflugsgebiet Wilseder Berg

## Wirtschaft und Infrastruktur
Die Landwirtschaft befindet sich auch in Volkwardingen immer mehr auf dem Rückzug, nur noch drei Höfe werden bewirtschaftet. Dafür spielt der Tourismus eine wichtige Rolle in der Wirtschaft des Dorfes wie in der Region.